# Svarta håls vildmark
Svarta håls vildmark este o arie protejată (arie specială de conservare — SAC, sit de importanță comunitară — SCI) din Suedia întinsă pe o suprafață de 118,1 ha, integral pe uscat.

## Localizare
Centrul sitului Svarta håls vildmark este situat la coordonatele 57°14′15″N 15°13′22″E / 57.2374°N 15.2227°E.

## Înființare
Situl Svarta håls vildmark a fost declarat sit de importanță comunitară în iulie 2000 pentru a proteja un număr necunoscut de specii din flora spontană și fauna sălbatică aflate în arealul zonei. Situl a fost protejat și ca arie specială de conservare în martie 2011.

## Biodiversitate
Situată în ecoregiunea boreală, aria protejată conține 4 habitate naturale: Lacuri și iazuri distrofice naturale, Taiga vestică, Mlaștini turboase de tranziție și turbării mișcătoare, Mlaștini împădurite.
La baza desemnării sitului se află un număr nedeclarat de specii protejate.